# Rally Villa de Llanes de 1983
El Rally Villa de Llanes de 1983, oficialmente 7.º Rally Villa de Llanes, fue la séptima edición y la novena cita de la temporada 1983 del Campeonato de España de Rally. Se celebró del 18 al 19 de junio y contó con un itinerario de 230 km cronometrados.

## Clasificación final
| Pos. | Piloto              | Copiloto                  | Automóvil            | Tiempo  | Diferencia |
| ---- | ------------------- | ------------------------- | -------------------- | ------- | ---------- |
| 1.   | Genito Ortiz        | María Jesús Cabal         | Renault 5 Turbo      | 2:42:19 | 0.0        |
| 2.   | Marc Etchebers      | Marie-Christine Etchebers | Porsche 911 SC       | 2:46:10 | +3:51      |
| 3.   | Mariano Lacasa      | Jaime Balañá              | Porsche 911 SC       | 2:50:36 | +8:17      |
| 4.   | Juan Carlos Pradera | Ignacio Olaizola          | Renault 5 Turbo      | 2:51:55 | +9:36      |
| 5.   | Joan Bayó           | Juan Manuel Molina        | Talbot Sunbeam Lotus | 2:52:04 | +9:45      |
| 6.   | Carles Santacreu    | Antonio Santacreu         | Opel Ascona B 2.0 SR | 2:57:33 | +15:14     |
| 7.   | Francisco Martínez  | «Júnior»                  | Opel Ascona 2000     | 2:58:37 | +16:18     |
| 8.   | José Pipo Couret    | Silvia Meléndez           | Ford Escort RS1600i  | 3:01:55 | +19:36     |
| 9.   | Faustino Ontiveros  | Rodríguez                 | SEAT 124-2000        | 3:03:22 | +21:03     |
| 10.  | Michael Wallen      | Tomás Aguado              | Opel Ascona 2000     | 3:03:56 | +21:37     |